# Franska språket i Sverige

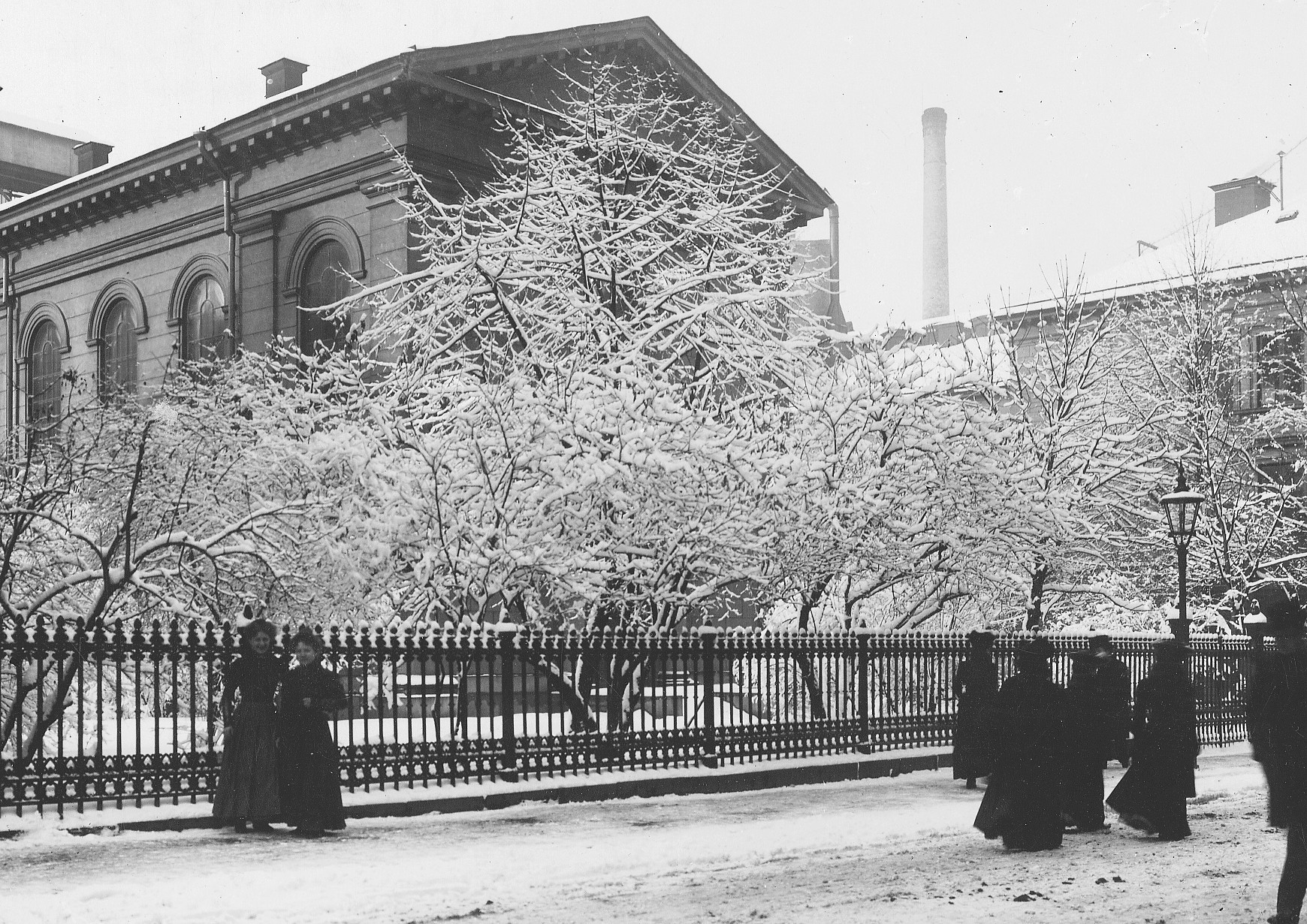
Franska reformerta kyrkan i Stockholm, omkring sekelskiftet 1900.

Franska har talats i Sverige i flera hundra år. Under 1600-talet fick tyska språket konkurrens av franska språket som viktigaste främmande språk, då hovet, delar av borgerskapet och adeln i Sverige upprättade relationer med Frankrike. Vid hovet var franskan det dominerande språket under 1700-talet.
I Sverige finns flera franskspråkiga skolor, såsom Franska skolan sedan 1862 och språket var länge första främmande språk. Under 1600- och 1700-talet fanns franskspråkiga församlingar i Stockholm. Flera, i den franskspråkiga gruppen, var ursprungligen förtryckta hugenotter.
I dag är franska ett tillvalsämne i svenska grund- och gymnasieskolor.
I Stockholm utkom fyra franskspråkiga tidningar. Bland dem märks Stockholm Gazette som utkom 1742–1758.